# Érica Rivas
Érica Dolores Rivas  (Ramos Mejía; 1 de desembre de 1974) és una actriu argentina de cinema, teatre i televisió molt coneguda per haver interpretat el paper de "María Elena Fuseneco" en la sèrie de televisió argentina Casados con hijos i per la seva participació en la pel·lícula Relatos salvajes. Va ser nominada als Premis Oscar en la categoria Millor pel·lícula de parla no anglesa.

## Biografia
Érica va néixer l'1 de desembre de 1974 a Ramos Mejía, La Matanza, al Gran Buenos Aires. Nascuda en una llar de classe mitjana és una de quatre germans; el seu pare és actuari i la seva mare és professora de literatura. Després de concloure l'escola secundària, en el Col·legi Emaús, va iniciar la carrera de Psicologia en la UBA. No obstant això va deixar la carrera en el quart any per a dedicar-se exclusivament a la actuació. Així, malgrat la inicial oposició dels seus pares, es va dedicar a estudiar literatura i teatre amb nivell universitari.
La seva filmografia inclou pel·lícules com Garage Olimpo (1999), El dedo en la llaga (1996), Una novia errante (2006) i Chile 672 (2006).
És reconeguda pels seus papers en teatre i especialment en televisió, on ha participat en sèries com De poeta y de loco (1996), Archivo negro (1997), Gasoleros (1998), Campeones de la vida (1999), Calientes (2000), Por ese palpitar (2000), El sodero de mi vida (2001) i Sol negro (2003), entre d'altres.
Malgrat posseir una llarga trajectòria com a actriu, Erica va aconseguir major coneixement amb la sèrie Casados con hijos, on encarnava a María Elena Fuseneco. Va estar casada amb l’actor Rodrigo de la Serna, amb qui té una filla.
En 2008 l'actriu va ser triada per a protagonitzar Los exitosos Pells, d'Underground Contenidos, en la qual va gravar l'episodi pilot que s'emportaria als canals, amb Telefe com a prioritat. Però pel fet que l'estrena de la mateixa es va retardar, va haver de deixar la sèrie perquè tenia contracte per a gravar una pel·lícula.
L'actriu va dir en 2012 respecte a les repeticions de Casados con hijos que «Si bé el meu rostre es continua veient tots els dies en la televisió amb la repetició de Casados con hijos en el meu personatge de María Elena, la meva missió com a actriu no és aparèixer tot el temps i cansar la gent amb les meves coses, sinó continuar rebent l'afecte de la gent per aquest personatge». Encara que no va descartar la possibilitat de nous projectes en noves ficcions per a més endavant.
Aquest mateix any va ser convocada novament per Underground Contenidos per a protagonitzar la reeixida comèdia Graduados, no obstant això, l'actriu va rebutjar la proposta.
A l'any següent, va tornar a ser convocada per la productora per a protagonitzar Los vecinos en guerra, projecte que va acceptar. Posteriorment i previ a l'inici dels enregistraments, la història va sofrir modificacions pel que Érica va decidir allunyar-se del programa.Mesos després, fou convocada per Damián Szifron per protagoniztar el relat "Hasta que la Muerte nos Separe" de la seva pel·lícula Relatos salvajes. Per la seva participació en aquesta pel·lícula va rebre el Premi Cóndor de Plata a Millor Actriu de Repartiment i el Premi Sur i el Premi Platino a la millor interpretació femenina. La pel·lícula es va estrenar a l'agost als cinemes argentins i es va consagrar com la més reeixida del cinema nacional de l'última dècada, resultant nominada al Premi Oscar a Millor Pel·lícula de Parla No Anglesa en 2015.
En 2014, va formar part de l'elenc de la pel·lícula Aire libre, pel qual va rebre el Premi Sur a la millor actriu de repartiment.

## Cinema
| Any  | Títol                      | Personatge                   | Director                        | Notes                                  |
| ---- | -------------------------- | ---------------------------- | ------------------------------- | -------------------------------------- |
| 1995 | Clorofila negra            |                              | Lucrecia Piatelli               | Curtmetratge                           |
| 1996 | El dedo en la llaga        | Valeria                      | Alberto Lecchi                  |                                        |
| 1996 | Besos en la frente         | Laura                        | Carlos Galettini                |                                        |
| 1998 | Eva en cadenas             | Ana Gutiérrez                | Gustavo Ducasse                 | Curtmetratge                           |
| 1999 | Garage Olimpo              | Filla de Tigre               | Marco Bechis                    |                                        |
| 2000 | Gallito ciego              | Fernanda                     | Santiago Carlos Oves            |                                        |
| 2001 | Cabeza de tigre            | Muller de Juan José Castelli | Claudio Etcheberry              |                                        |
| 2003 | Mujeres en rojo: Despedida | Laura                        | Ana Katz                        | Curtmetratge                           |
| 2005 | La mitad negada            |                              | Augusto Fernandes               |                                        |
| 2006 | Chile 672                  | Silvia Locatti               | Pablo Bardauil i Franco Verdoia |                                        |
| 2007 | Una novia errante          | Andrea                       | Ana Katz                        |                                        |
| 2008 | Die Tränen meiner Mutter   | Lizzie                       | Alejandro Cárdenas              |                                        |
| 2009 | Toda la gente sola         | Alicia                       | Santiago Giralt                 |                                        |
| 2009 | Tetro                      | Ana                          | Francis Ford Coppola            |                                        |
| 2009 | El corredor nocturno       | Clara                        | Gerardo Herrero                 |                                        |
| 2010 | Por tu culpa               | Julieta                      | Anahí Berneri                   |                                        |
| 2010 | Boca de fresa              | Natalia                      | Jorge Zima                      |                                        |
| 2010 | Antes del estreno          | Juana                        | Santiago Giralt                 |                                        |
| 2012 | Las mujeres llegan tarde   | Fernanda                     | Marcela Balza                   |                                        |
| 2013 | La Donna                   | La Donna                     | Nicolás Dolensky                | Curtmetratge                           |
| 2014 | El cerrajero               | Mónica                       | Natalia Smirnoff                |                                        |
| 2014 | Relatos salvajes           | Romina                       | Damián Szifron                  | Relat «Hasta que la muerte nos separe» |
| 2014 | Aire libre                 | Julieta                      | Anahí Berneri                   |                                        |
| 2016 | La luz incidente           | Luisa                        | Ariel Rotter                    |                                        |
| 2017 | La cordillera              | Luisa Cordero                | Santiago Mitre                  |                                        |
| 2019 | Bruja                      | Selena                       | Marcelo Páez Cubells            |                                        |
| 2019 | Los sonámbulos             | Luisa                        | Paula Hernández                 |                                        |
| 2019 | Las hijas del fuego        | Flora Muzzer                 | Albertina Carri                 |                                        |
| 2021 | El prófugo                 | Inés                         | Natalia Meta                    |                                        |

## Televisió
| Any         | Títol                       | Canal      | Personatge           | Notes                                         |
| ----------- | --------------------------- | ---------- | -------------------- | --------------------------------------------- |
| 1994        | Los Machos                  | El Trece   | Nasya                |                                               |
| 1995 - 1996 | Nueve lunas                 | El Trece   | Pilar                |                                               |
| 1996        | De poeta y de loco          | El Trece   | Fortunata            |                                               |
| 1997        | De corazón                  | El Trece   | Reina                |                                               |
| 1998        | Archivo Negro               | El Trece   | Heleia               |                                               |
| 1998        | Gasoleros                   | El Trece   | Paula                |                                               |
| 1999        | Campeones de la vida        | El Trece   | Erika                |                                               |
| 2000        | Calientes                   | El Trece   | Lucía                |                                               |
| 2000        | Por ese palpitar            | América TV | Lennie               |                                               |
| 2001        | El sodero de mi vida        | El Trece   | Laura                |                                               |
| 2002        | Los simuladores             | Telefe     | Clara Molina         | Ep: "Los impresentables"                      |
| 2002        | Mil millones                | El Trece   | Paula                |                                               |
| 2003        | Sol negro                   | América TV | Periodista           |                                               |
| 2003        | Los simuladores             | Telefe     | Clara Molina         | Ep: "Los cuatro notables"                     |
| 2004        | El deseo                    | Telefe     | Faustina             |                                               |
| 2005 - 2006 | Casados con hijos           | Telefe     | María Elena Fuseneco | Ganadora Martín Fierro Ganadora Premio Clarín |
| 2007        | Reparaciones                | El trece   | Mariela              | Especial de Fundación Huésped                 |
| 2011        | Televisión por la identidad | Canal 9    | Lucía                | Ep: "Nietos de la esperanza"                  |
| 2012        | 23 pares                    | Canal 9    | Carmen Iturrioz      |                                               |
| 2015        | La casa                     | TV Pública | Nora Junio           | Ep. 1: "Criatura"                             |
| 2015        | La casa                     | TV Pública | Sofía Mol            | Ep. 13: "Virus"                               |
| 2019        | Otros pecados               | El Trece   | Laura                | Ep. 4: "Lo mejor del amor"                    |

## Teatre
| Any       | Títol                        |
| --------- | ---------------------------- |
| 1992      | Acuerdo para cambiar de casa |
| 1993      | La improvisación del alma    |
| 1994      | Cosa de locos                |
| 1994      | El tío loco                  |
| 1995      | Gris de ausencia             |
| 1996      | El relámpago                 |
| 1997      | Bienvenida a casa            |
| 1998      | Misterios de la corte        |
| 2001-2002 | Estoy maldita                |
| 2003      | Seis al cinco                |
| 2005      | Divagaciones                 |
| 2007      | Si no fuera por esto         |
| 2011      | Un tranvía llamado deseo     |
| 2014      | Ojo x ojo                    |
| 2014-2016 | Escenas de la vida conyugal  |
| 2018      | Matate, amor                 |

## Premis

### Premis Cóndor de Plata
| Any  | Categoria                    | Treball Nominat           | Resultat   |
| ---- | ---------------------------- | ------------------------- | ---------- |
| 2011 | Millor actriu                | Por tu culpa              | Nominada   |
| 2012 | Millor actriu                | Antes del estreno         | Nominada   |
| 2015 | Millor actriu de repartiment | Relatos salvajes          | Guanyadora |
| 2016 | Millor actriu                | Pistas para volver a casa | Nominada   |
| 2017 | Millor actriu                | La luz incidente          | Guanyadora |
| 2018 | Millor actriu de repartiment | La cordillera             | Guanyadora |

### Premis Sur
| Any  | Categoria                    | Treball Nominat  | Resultat   |
| ---- | ---------------------------- | ---------------- | ---------- |
| 2010 | Millor actriu                | Por tu culpa     | Guanyadora |
| 2014 | Millor actriu                | Relatos salvajes | Guanyadora |
| 2014 | Millor actriu de repartiment | Aire libre       | Guanyadora |
| 2017 | Millor actriu                | La luz incidente | Nominada   |

### Premis Estrella de Mar
| Any  | Categoria                                          | Treball Nominat             | Resultat   |
| ---- | -------------------------------------------------- | --------------------------- | ---------- |
| 2015 | Actuació protagònica femenina en comèdia dramàtica | Escenas de la vida conyugal | Guanyadora |

### Premis Martín Fierro
| Any  | Categoria                               | Treball Nominat   | Resultat   |
| ---- | --------------------------------------- | ----------------- | ---------- |
| 2006 | Millor actriu protagonista de comèdia   | Casados con hijos | Nominada   |
| 2007 | Millor actriu de repartiment en comèdia | Casados con hijos | Guanyadora |

### Premis Clarín
| Any  | Categoria                | Treball Nominat   | Resultat   |
| ---- | ------------------------ | ----------------- | ---------- |
| 2006 | Millor actriu de comèdia | Casados con hijos | Guanyadora |
| 2007 | Millor actriu de comèdia | Casados con hijos | Nominada   |

### Premis Konex
| Any  | Categoria                           | Treball Nominat                  | Resultat   |
| ---- | ----------------------------------- | -------------------------------- | ---------- |
| 2011 | Diploma al Mèrit - Actriu de Cinema | Por su labor en la última década | Guanyadora |
| 2021 | Diploma al Mèrit - Actriu de Cinema | Por su labor en la última década | Guanyadora |

### Premis Platino
| Any  | Categoria                     | Treball Nominat  | Resultat   |
| ---- | ----------------------------- | ---------------- | ---------- |
| 2015 | Millor Interpretació Femenina | Relatos salvajes | Guanyadora |

### Altres premis
- Premi Centinela a la Millor actriu Opera prima per Chile 672 (2006)[7]
- Premi del Festival Internacional de Cinema de Torí a la Millor actriu per Por tu culpa (2010)[8]
- Premio del Festival Internacional de Cinema de Povero a la Millor actriu per La Donna (2014)[9]
- Premio del Festival Iberoamericà de Curtmetratges de ABC a la millor actriu per La Donna (2014)[10]
- Premio del Festival de Biarritz a la Millor actriu por Relatos salvajes (2014)[11]